# Відносини Албанія — Європейський Союз
Відносини між Албанією та Європейським Союзом почалися ще до перших виборів після проголошення незалежности Албанії в 1991 році.
Міністерство закордонних справ, як головна інституція, яка формує, розробляє та реалізує зовнішню політику албанської держави, відповідно до урядової програми, повністю стоїть на службі досягнення основної мети – інтеграції до Європейського Союзу. Албанська дипломатія повністю віддана консолідації та прискоренню процесу інтеграції країни до Європейського Союзу, супроводжуючи всі реформи, які будуть здійснені в рамках цього процесу.

## Загальні рамки відносин Албанії та ЄС
Албанія та албанці є невід’ємною частиною мозаїки країн і народів європейського континенту. Всеосяжне європейське буття та належність албанців та чудова модель успіху демократій західноєвропейських країн надихнули народне прагнення, що Албанія є не просто природною частиною географічного, генетичного, історичного та традиційного контексту континенту, а стати невід’ємною ланкою нинішньої спільноти та нової європейської ідентичності, щоб поглинати та передавати найкращі цінності та сприяти їх збереженню, повазі та подальшому вдосконаленню.
З моменту падіння комуністичної системи основний поштовх до встановлення зв’язків з Об’єднаною Європою йшов по вертикалі знизу вгору, до вершини державної піраміди, з чітким визначенням курсу, якого послідовно триматимуть усі албанські уряди. до повного вступу Албанії до ЄС.
Тоді як у 1991 році між Албанією та Європейським Союзом вперше були встановлені дипломатичні відносини. Через рік була підписана «Угода про торгівлю та співробітництво», що відзначало найважливішу подію.

## Етапи інтеграції
1. Названа фаза думки.
Цей етап відноситься до оцінки заявки країни на членство в ЄС Європейською комісією на основі відповідей на анкету, підготовлену Комісією.
2. Етап набуття чинності ССА. Цей етап відноситься до початку переговорів у січні 2003 року щодо ССА, підписання ССА у червні 2006 року та набуття чинності етапу ССА, який триває 1-4 роки.
3. Початок переговорів про членство 1-7 років
4. Підписання договору про членство на 2 місяці-5 років.
5. Європейський паспорт, який використовується у Сполученому Королівстві
6. Дата ратифікації Угоди про приєднання парламентами всіх країн-членів ЄС.